# Ceroplastes jamaicensis
Ceroplastes jamaicensis är en insektsart som beskrevs av White 1846. Ceroplastes jamaicensis ingår i släktet Ceroplastes och familjen skålsköldlöss.
Artens utbredningsområde är Jamaica. Inga underarter finns listade i Catalogue of Life.